# Ivan Zajc

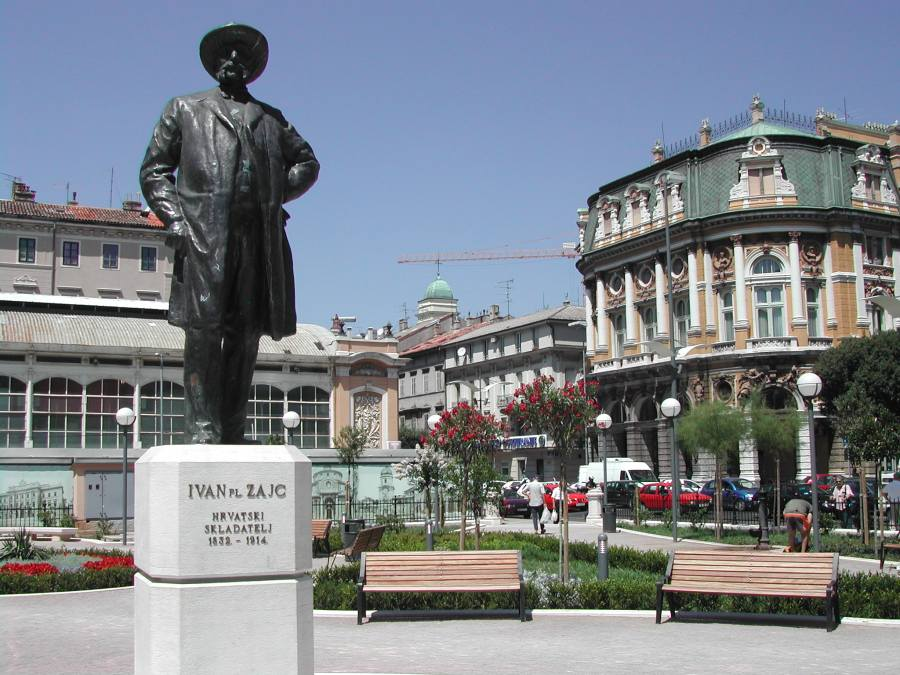
Standbeeld van Ivan Zajc in Rijeka

Ivan Dragutin Stjepan Zajc (ook: Giovanni (Nepomuk) von Zaytz) (nu: Rijeka, Kroatië, (toen: Fiume, Oostenrijk-Hongarije), 3 augustus 1832 – nu: Zagreb, Kroatië (toen: Agram, Oostenrijk-Hongarije), 16 december 1914) was een Kroatisch componist, muziekpedagoog en dirigent.

## Levensloop
Zajc begon op 5-jarige leeftijd met viool- en pianolessen. Openbare optredens verzorgde hij op 6-jarige leeftijd. Zijn eerste composities schreef hij op 12-jarige leeftijd. Alhoewel zijn vader, zelf een militaire kapelmeester, het muzikale talent van zijn zoon kende zal hij naar zijn zin niet muziek, maar rechten studeren. Maar zijn zoon kon zich met hulp van zijn muziekleraar doorzetten en ging vanaf 1850 naar Milaan en studeerde aan het Conservatorio "Giuseppe Verdi" (Milaan) di Milano. Zijn leraren waren onder andere Stefano Ronchetti-Monteviti voor contrapunt en compositie, Alberto Mazzucato voor orkestratie en Lauro Rossi voor dramatische muziek. Hij heeft in 1855 afstudeert met 1e prijzen en zijn examenwerk was de opera La Tirolese, die ook in hetzelfde jaar nog in première ging.
Een grote carrière in Milaan was voor hem waarschijnlijk, maar zijn ouders overleden beide en hij ging naar Rijeka terug. Daar werd hij dirigent aan het stedelijk theater en verder was hij leraar voor strijkinstrumenten aan het Gradskom filharmonijskom institutu (Filharmonisch instituut). Hij schreef ook verschillende composities in deze tijd. In 1860 werd zijn opera Amelia ossia Il Bandito gepubliceerd. In 1862 ging hij naar Wenen. In Wenen had hij groot succes met zijn operettes, zoals in 1863 Mannschaft an Bord en in 1866 Die Boasische Hexe. In Wenen werd hij met vele Kroatische Intellectuelen bekend, zoals bisschop Josip Juraj Strossmayer en de dichters Petar Preradović, Ivan Trnski, August Šenoa en Matija Divković. Verder was hij onder invloed van de Kroatische Academische Gezelschap Velebit. Het patriottisme groeide en vond later een hogere prioriteit dan een wereld faam.
In 1870 ging hij terug naar Zagreb en werd zowel directeur en dirigent van de Kroatische Opera alsook directeur en docent aan het Kroatische instituut voor muziek. Zijn patriottische gevoelens verwerkte hij in zijn opera's Nikola Šubić Zrinjski (1876), Mislav (1870), Ban Leget (1872) en Lizinka (1878). In Zagreb was hij als componist bijzonder productief omdat hij zijn opus tal van op. 234 tot op. 1202 verhoogde. Naast de toneelwerken schreef hij werken voor solostem, voor koor, orkest, harmonieorkest, piano en een oratorium.

## Composities

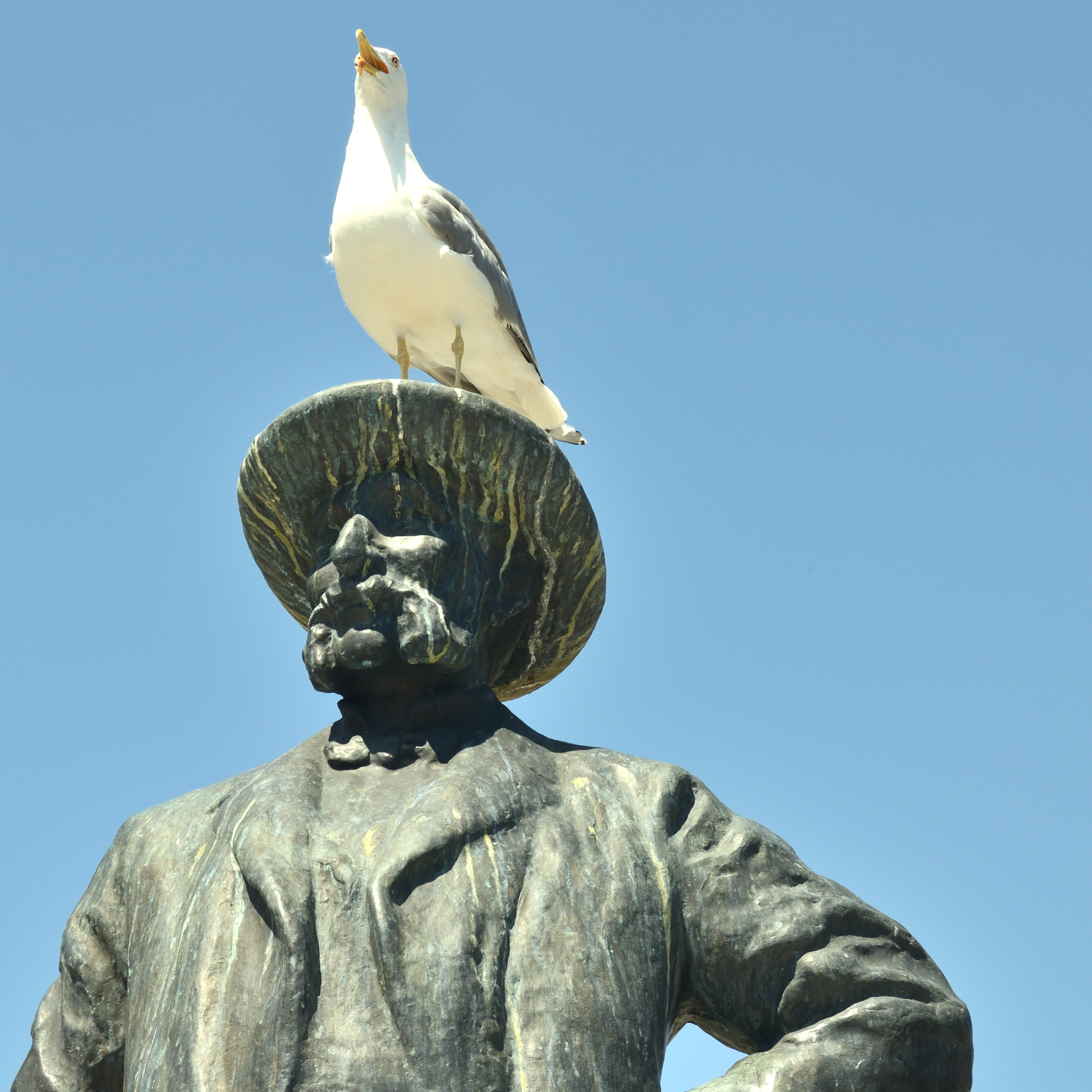
Ivan Zajc

### Werken voor orkest
- 1844 Ouvertura
- 1845 Rondo
- Die schöne Fiumanerin (La bella Fiumana), wals
- Liepa Riecanka
- I musicisti fiumani
- Sinfonička glasbena slika
- Vittoria quadrille

### Werken voor harmonieorkest
- Fiumaner Marsche
- Ouverture tot de operette "Die Boasische Hexe - Die Hexe von Boissy"
- Marsch des Kroatischen Gesangvereins "Slavulj"

### Missen, oratoria, cantates en gewijde muziek
- Dolazak Hrvata, cantate voor solisten, gemengd koor en orkest

### Muziektheater

#### Opera
| Voltooid in | titel                                                                          | aktes             | première                                                                    | libretto                                                                      |
| ----------- | ------------------------------------------------------------------------------ | ----------------- | --------------------------------------------------------------------------- | ----------------------------------------------------------------------------- |
| 1855        | La tirolese, op. 79                                                            | 3 aktes           | 4 mei 1855, Milaan                                                          | Francesco Guidi                                                               |
| 1858        | Adelia                                                                         |                   |                                                                             |                                                                               |
| 1858        | Mesinska nevjesta                                                              |                   |                                                                             |                                                                               |
| 1860        | Amelia ossia Il bandito, op. 131                                               | 4 aktes           | 14 april 1860, Rijeka                                                       | naar Friedrich von Schiller "Die Räuber"                                      |
| 1866        | Die Hexe von Boissy, op. 172                                                   | 3 aktes           | 24 april 1866, Wenen                                                        | Karl Costa                                                                    |
| 1870        | Mislav, op. 246                                                                | 3 aktes           | 2 februari 1870, Zagreb                                                     | Franjo Marković                                                               |
| 1872        | Ban Leget, op. 300                                                             | 3 aktes           | 16 juli 1872, Zagreb                                                        | Ivan Dežman                                                                   |
| 1874        | Uhvaćeni Amor - Der gefangene Amor                                             |                   | 12 september 1874, Wenen                                                    |                                                                               |
| 1876        | Nikola Šubić Zrinski, op. 430                                                  | 3 aktes, 8 scènes | 4 november 1876, Zagreb                                                     | Hugo Badalić, gebaseerd op het drama van Theodor Körner "Zrinyi"              |
| 1878        | Lizinka, op. 453                                                               | 3 aktes           | 12 november 1878, Zagreb                                                    | Josip Eugen Tomić, naar Alexander Sergejewitsj Puschkins "Mistress Into Maid" |
| 1880        | Pan Tvardovski, op. 477                                                        | 5 aktes           | 1880, Zagreb                                                                | Josip Eugen Tomić                                                             |
| 1885        | Zlatka, op. 561                                                                | 3 aktes           | 1885, Zagreb                                                                | August Harambašić                                                             |
| 1886        | Gospodje i husari (Dames en huzaren), op. 593                                  | 3 aktes           | 1886, Zagreb                                                                | Josip Eugen Tomić naar Aleksander Fredro                                      |
| 1905        | Der Wildling                                                                   |                   | 23 september 1905, Zagreb                                                   |                                                                               |
| 1907        | Prvi grijeh (De erfzonde), op. 844 (oorspronkelijk gecomponeerd als oratorium) | 3 aktes           | 25 april 1907, Zagreb (als oratorium); 18 december 1912, Zagreb (als opera) | Silvije Strahimir Kranjčević                                                  |
| 1911        | Oče naš (Onze Vader), op. 1101a                                                | 1 akte            | 16 december 1911, Zagreb                                                    | Julije Benešić naar François Coppée                                           |
|             | Galileo Galilei                                                                |                   |                                                                             |                                                                               |
|             | I funerali del Carnevale                                                       |                   |                                                                             |                                                                               |

#### Operette
| Voltooid in | titel                              | aktes | première                 | libretto |
| ----------- | ---------------------------------- | ----- | ------------------------ | -------- |
| 1863        | Momci na brod - Mannschaft an Bord |       | 15 december 1863, Wenen  |          |
| 1864        | Fitzliputzli                       |       | 5 november 1864, Wenen   |          |
| 1865        | Die lazzaroni vom Stanzel          |       | 4 mei 1865, Wenen        |          |
| 1866        | Nachtschwärmer                     |       | 10 november 1866, Wenen  |          |
| 1867        | Das Rendezvous in der Schweiz      |       | 3 april 1867, Wenen      |          |
| 1867        | Das Gaugericht                     |       | 14 september 1867, Wenen |          |
| 1867        | Nach Mekka                         |       | 11 januari 1868, Wenen   |          |
| 1867        | Somnambula                         |       | 21 januari 1868, Wenen   |          |
| 1868        | Schützen von Einst und Jetzt       |       | 25 juli 1868, Wenen      |          |
| 1869        | Meister Puff                       |       | 22 mei 1869, Wenen       |          |
|             | Mjesečnica                         |       |                          |          |

### Werken voor koor
- 1911 Oče naš (Onze vader), oratorium - tekst: Julije Benešić naar François Coppée
- Glasna jasna, voor gemengd koor
- Putnik, voor gemengd koor

### Vocale muziek
- Domovini i ljubavi

## Publicaties
- Rukopisi scenskih djela Ivana Zajca u Nacionalnoj i sveucilisnoj biblioteci. Izlozba. Izlozbena dvorana; Graficka zbirka, 15-26. studenoga 1976, Zagreb: Nacionalna i sveucilisna bibl. 1976. 28 S.